# Нахлыст

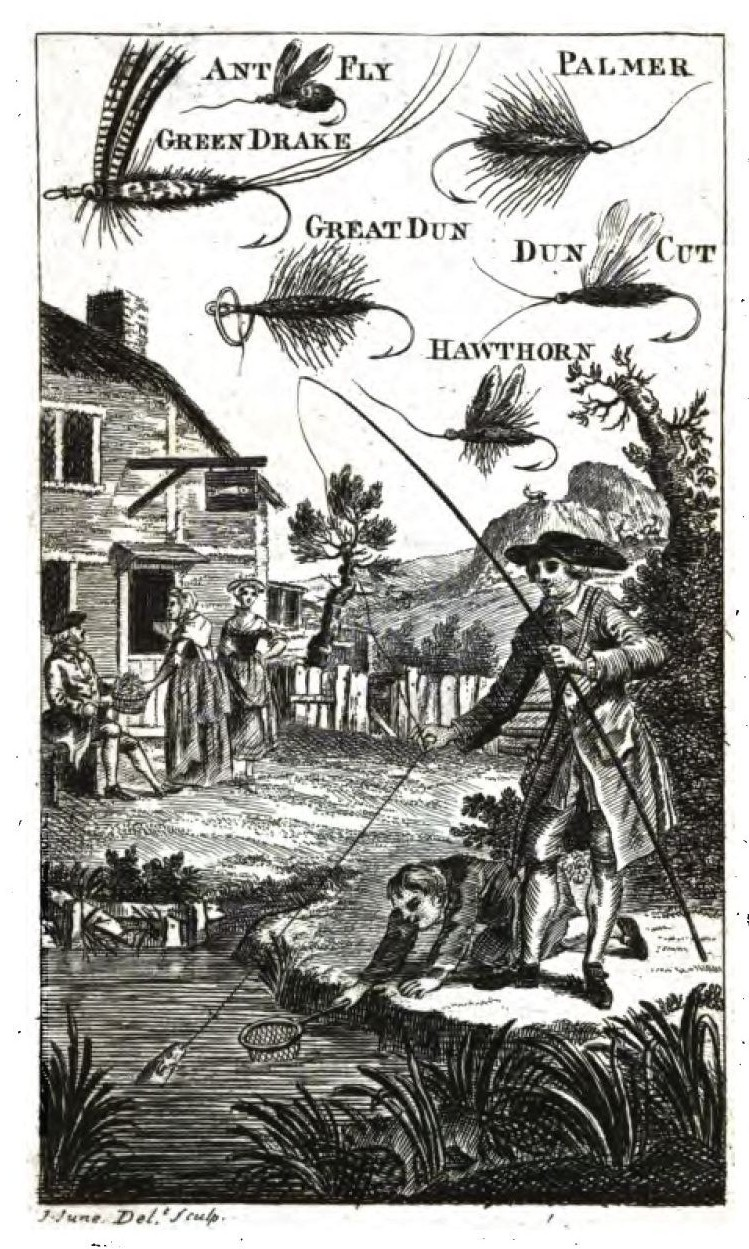
Ловля нахлыстом, 1790 год

На́хлы́ст — особый вид ловли рыбы на искусственную или живую приманку, зачастую — мушку. 

## Особенности
Как правило, приманка забрасывается с помощью специализированных удилища и шнура (в чешском нимфинге, например, заброс, как таковой, не выполняется). Некоторые приманки имитируют различные стадии живущих в воде насекомых (от нимфы до бабочки), некоторые — мальков и рыб, некоторые — наземных насекомых, таких как кузнечиков и жуков, а также мелких животных, которые иногда оказываются в воде — мышей и даже птиц. Отдельным способом ловли на нахлыст является ловля лосося: заходя в реки для нереста, он уже не может питаться, тем не менее, среди поклонников этого вида ловли есть много предположений о том, почему лосось продолжает атаковать искусственные приманки — а поэтому существует множество лососевых мушек, имеющих свои названия и определения, но не имитирующих какое-то конкретное насекомое или малька.
Изначально данный вид ловли предназначался для ловли форели и лосося, однако в настоящее время с его помощью ловят также и голавля, жереха, щуку, язя, окуня, карпа, карася, плотву, судака, леща — и т. д. Ловят нахлыстом и в море и даже в океане, практически любую рыбу, даже гигантского каранкса и голубого марлина. Приманки для ловли на море, в дополнение к имитациям мальков рыб, включают в себя и имитации креветок и крабов.
Нахлыстом ловят на сухие мушки, мокрые мушки, чешским нимфингом, французским нимфовым способом (с поплавочком-сигнализатором), на море, лосося и способом, который называется тенкара, — родственный нахлысту способ, пришедший к нам из Японии.

## История
Нахлыст появился в XV веке в Англии. Первый трактат о ловле нахлыстом был издан там в 1496 году. Авторство трактата приписывают аббатисе Джулиане Бернерс.
С 2010 года проводятся всемирные соревнования по современной спортивной дисциплине нахлыстовый кастинг. В 2018 году в новом формате проведён Кубок России по нахлыстовому кастингу.

## Техника заброса
Если из-за препятствий (кустов, высокого берега) пространства сзади от рыбака недостаточно, то используется так называемый «кольцевой заброс», когда после небольшого замаха назад петля нахлыстового шнура как бы катится по поверхности воды. Дальность кольцевого заброса невелика, но часто он является единственно возможным.

## Нахлыстовые снасти

### Удилище

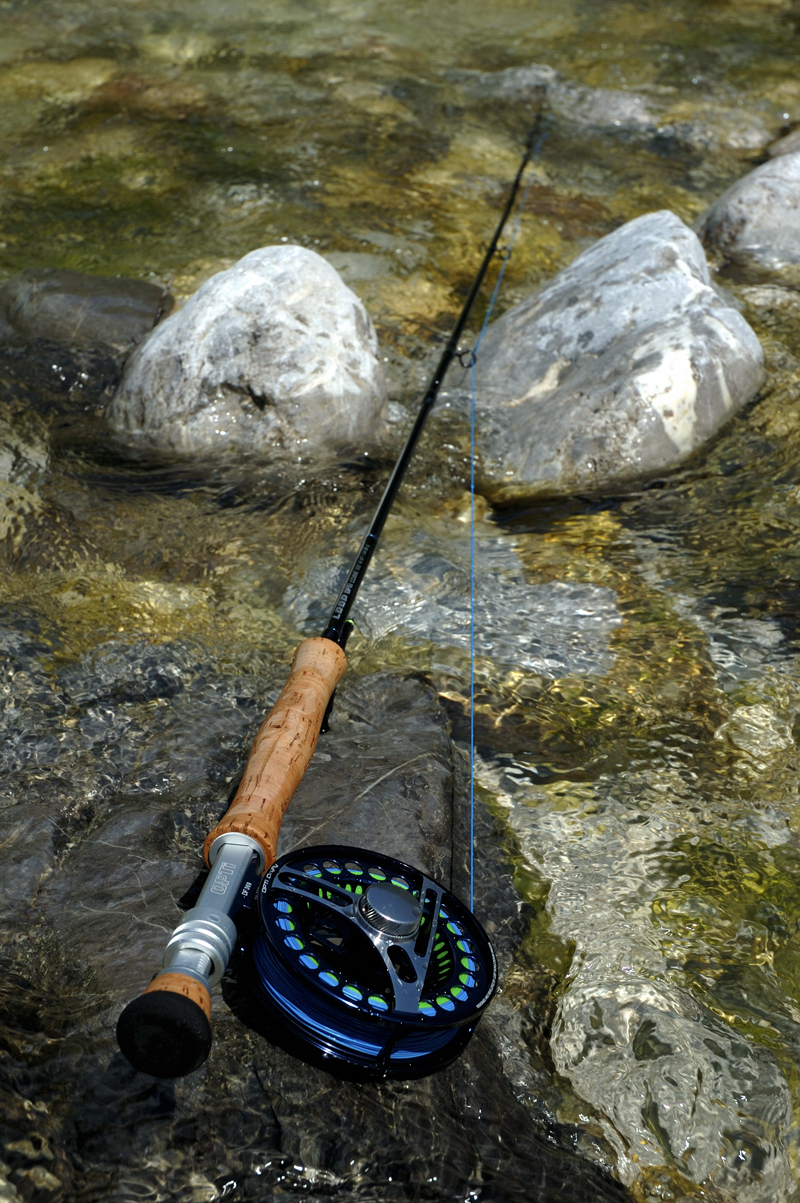
Нахлыстовая снасть

Удилища делятся на одноручные и двуручные.
Длина стандартного одноручного удилища составляет 2 метра 70 сантиметров, однако встречаются и отклонения от 2 метров до 3 с лишним метров.
Длина двуручных удилищ колеблется от 4 до 6 метров.
Удилища для нахлыста значительно легче спиннинговых, например, многие одноручные удилища весят не больше 100—200 г.
Современные удилища оснащаются кольцами и катушкодержателем и имеют пробковую рукоятку.
Исторически бланки удилищ изготовлялись из клеёного бамбука и стеклопластика. Современные удилища в основном делаются из углепластика.
Удилища для нахлыста делятся на классы, от 1 до 15.

### Катушка
Нахлыстовая катушка является разновидностью обычной инерционной катушки.
Катушка в нахлыстовой снасти в забросе не участвует, служит хранилищем шнура и бэкинга, и для вываживания пойманной рыбы.
Классифицируются катушки в соответствии с классами удилищ, то есть для каждого удилища следует подбирать его класс катушки. В противном случае снасть не будет сбалансирована, что приведет к плохому забросу и быстрой усталости рук.
Катушки для нахлыста бывают с тормозами двух типов. Тормоз-трещотка, используется в катушках легких классов и для ловли некрупной рыбы, его функция только затормаживать барабан от перебега. Катушки, предназначенные для ловли крупных и сильных трофеев (лосось, тарпон), имеют мощный фрикционный тормоз, помогающий в вываживании. В некоторых катушках тормозной узел вместе с подшипниками заключен в герметичную капсулу, для исключения попадания воды и снижения эффективности торможения.

### Нахлыстовый шнур
Шнуры классифицируются по классам (весу первых 9 метров передней части шнура), по плавучести, по геометрии (форме), по назначению.
С точки зрения плавучести шнуры могут быть:
- плавающие (floating line), шнур целиком плавает на поверхности воды. Применяются для ловли на поверхности воды, под поверхностью или на небольшой глубине, когда глубина достигается только весом мушки.
- слабо тонущие, или промежуточные (intermediate line), шнур медленно погружается в воду. Применяются для ловли под поверхностью воды или на небольшой глубине, когда веса одной только мушки недостаточно, чтобы погрузить её на нужную глубину.
- тонущие (sinking line, full sinking line), шнур целиком тонет. Применяются для ловли в глубоких горизонтах.
- комбинированные: плавающие или промежуточные с тонущим или слаботонущим концом (sinktip line, floating/intermediate line). Комбинированный шнур, состоящий из основного плавающего шнура, и короткой тонущей части. Используются для ловли на различной глубине, в зависимости от скорости погружения тонущей части. Плавающая часть шнура облегчает контроль проводки (мендинг) на течении.

Геометрия шнура обычно обозначается латинскими буквами, расшифровка приводится ниже.
- Шнуры типа L, (level line, цилиндрический) — равномерный диаметр по всей длине. Применяются в качестве раннинга (бегущего шнура).
- Шнур DT (Double Taper, двойной конус) — представляет собой симметричные передний и задний конусы и цилиндрическую часть в середине. Применяются для аккуратной презентации сухих и мокрых мушек, для обучения нахлыстовым забросам, для забросов с высокой точностью на небольшие расстояния.
- Шнур WF (Weight Forward, торпеда) — вес сосредоточен в передней части шнура (голове). Облегчает заброс на дальние дистанции, при ветреной погоде, или заброс крупных и объемных мушек. Презентация обычно хуже, чем у шнуров DT.
- Шнур TT (Triangle Taper) — представляет собой половину шнура DT (передний конус), переходящий в раннинг. Применяется в тех же ситуациях, что и тип шнуров DT.
- Шнур SH (Shooting head, стреляющая голова) — разновидность WF шнура с ещё более короткой головой, где вес ещё ближе смещён к передней части. Применяется для дальних дистанций и всех типов забросов с «выстреливанием» раннинга.
- Шнур Scandi (скандинавская голова, сканди). Стреляющая голова для двуручных удилищ и забросов в стиле «спей», составляющая 2,5—3 длины удилища. Имеет длинный передний конус, для более-менее деликатной презентации в условиях дальнего заброса.
- Шнур Skagit (skagit head, скагит). Очень короткая стреляющая голова, предназначенная для забросов в стиле «спей» с выстреливанием в ограниченном пространстве, или для заброса крупных и тяжелых мушек. Составляет менее 2,5 длин удилища. Имеет очень короткий передний конус, не отличается хорошей презентацией.

По назначению шнуры могут быть универсальными, или узкоспециализированными.
- Универсального назначения — никак не обозначаются.
- Презентационные, для ловли на небольшие сухие и мокрые мушки. Имеют длинный передний конус, геометрию типа DT, TT или WF.
- Для ловли на нимфы. Обозначаются как nymph, indicator. Имеют более короткий и агрессивный передний конус, чем шнуры общего назначения, предназначены для заброса огруженных нимф, или нимф с индикатором.
- Для ловли на стример. Являются разновидностью WF шнуров с короткой головой.
- Щучьи, бассовые. Являются разновидностью WF шнуров с короткой головой, предназначены для заброса крупных и тяжелых приманок на дальние расстояния.

### Бэкинг
Бэкинг, или удлиняющий шнур, или удлиняющая леска. Применяется для удлинения рабочего отрезка снасти в случае поимки крупной рыбы, ведь иногда рыба может стянуть с катушки 150—200 метров, тогда как длина стандартных нахлыстовых шнуров немногим больше 30 метров. Бэкинг представляет собой тонкий кручёный шнур из синтетических волокон. В зависимости от предполагаемой добычи, на катушку наматывают от 30 до 400 метров бэкинга, и уже к нему привязывают нахлыстовый шнур. Также бэкинг служит для увеличения диаметра намотки, чтобы шнур на катушке располагался ближе к краю шпули.

### Раннинг
При использовании стреляющих голов к оснастке добавляется раннинг, или «бегущий шнур» (running line). Это тонкая удлиняющая часть нахлыстового шнура с гладким скользящим покрытием, облегчающая выстреливание головы через кольца удилища.
Стреляющие головы без раннинга отдельно никогда не используются. Соединения частей оснастки обычно производятся способом петля в петлю. Строго говоря, обычные (цельные) WF шнуры тоже имеют разделение на голову и раннинг, но визуально неразличимое под гладкой оболочкой.

### Нахлыстовые мушки
Выделяют следующие виды мушек:

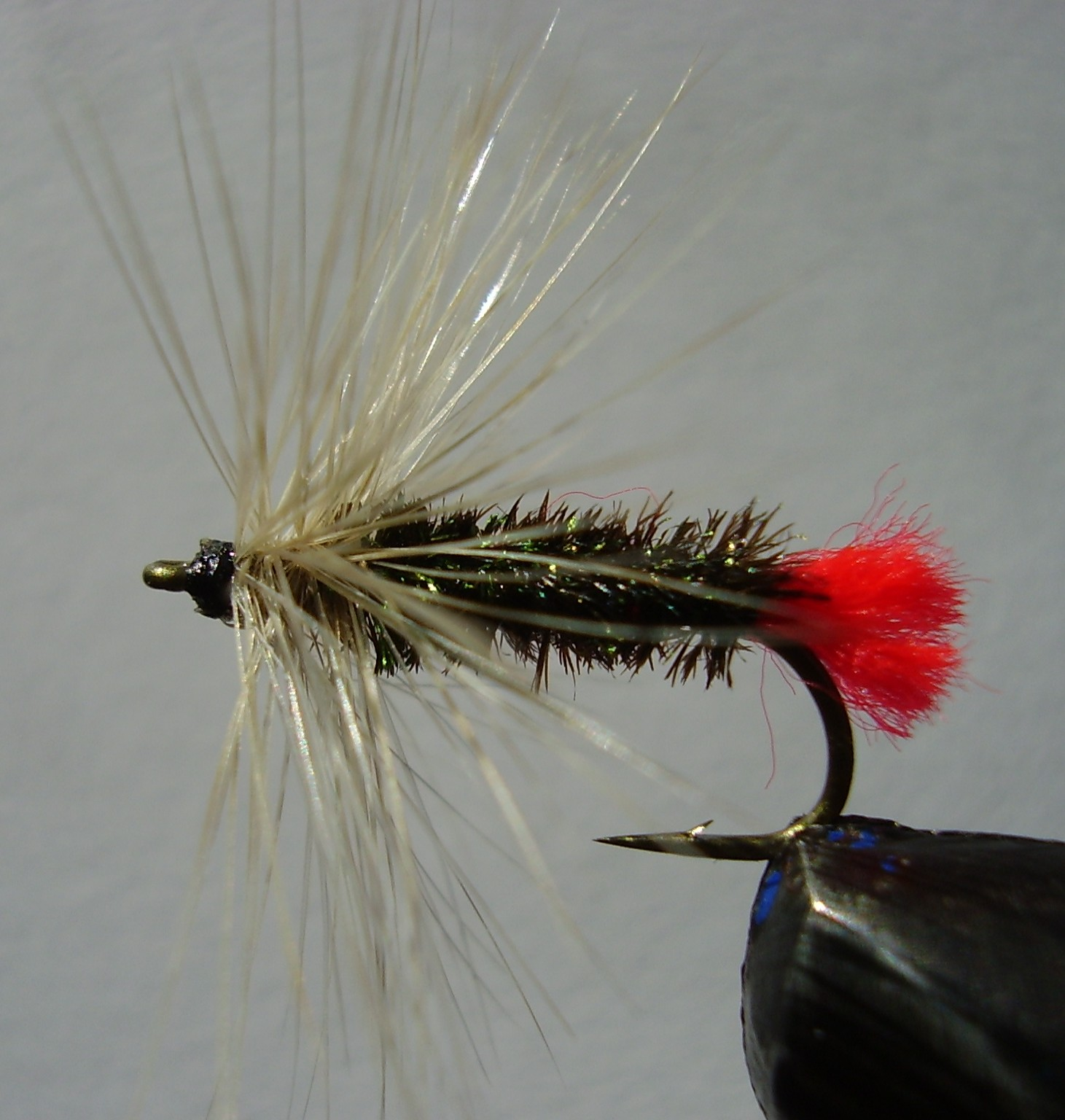
Сухая нахлыстовая мушка Red Tag

- сухие — имитируют водных насекомых (aquatics) в различных стадиях их жизни, когда они попадают на водную поверхность, и наземных (terestials) насекомых, попадающих на водную поверхность под действием ветра и иных случайных факторов.
- мокрые — имитируют водных насекомых (например, ручейников) в стадии имаго, откладывающих яйца на погруженные в воду растения, и мальков рыб.
- нимфы — имитируют водных беспозвоночных (бокоплавов, нимф подёнок, ручейников, веснянок, личинок комаров), живущих на дне или влекомых потоком в толще воды.
- эмерджеры — имитируют личинки насекомых в стадии метаморфоза, всплывающие к поверхности воды для превращения во взрослое насекомое.
- стримеры — имитируют мелкую рыбу, пиявок, креветок, головастиков, других обитателей подводного мира или мелких грызунов, переплывающих водный поток по поверхности.

По степени имитации живых организмов различаются мушки:
- реалистичные — изображающие имитируемое насекомое с высокой степенью сходства.
- имитационные (трафаретные) — имитирующие наиболее важные пропорции и формы насекомого или группы насекомых.
- фантазийные мушки (аттракторы) — не имеют прототипов в живой природе. Провоцируют рыбу на хватку из любопытства, инстинкта защиты территории, или агрессии.
- декоративные, или рамочные мушки. Мушки, связанные из редких или дорогостоящих материалов и не предназначенные для рыбалки. Изготовление подобных мушек практикуется как самостоятельное искусство, работа над сложной мушкой может занимать несколько дней. «Рамочные» мушки демонстрируются на выставках и конкурсах вязальщиков, продаются и изготавливаются на заказ для коллекций.

В целом, изготовление нахлыстовых мушек — самостоятельный вид искусства в нахлысте и одна из привлекательных сторон этого вида ловли.
Искусству изготовления нахлыстовых мушек посвящены книги многих известных нахлыстовиков, начиная от «Трактата о рыбной ловле» (1496 г.) легендарной аббатисы Юлианы Бернерс (Juliana Berners), до современных авторов-авторитетов и популяризаторов в мире нахлыста, таких как Оливер Эдвардс или Михаил Шишкин.

### Подлесок
Подлесок — элемент нахлыстовой снасти, расположенный между концом шнура и поводком или непосредственно — мушкой, который помогает правильно передать энергию разворачивающегося шнура к поводку (мушке), и правильное плавное приводнение мушки на поверхность воды. Это особенно важно, если ловля ведётся на сухую мушку или эмерджер.
Длина подлеска должна быть достаточной, чтобы шнур не пугал осторожную рыбу, но как правило, не превышает длины удилища, чтобы при вываживании рыбы избежать прохождения соединения шнура и подлеска через «тюльпан» (верхнее колечко) удилища, и сопутствующей возможности потерять улов в случае соскакивания с кончика шнура трубочки соединительной петли с подлеском и рыбой.
Традиционно подлески связывались из нескольких отрезков монофильной лески с разным диаметром — от более толстого на конце, предназначенном для крепления к шнуру, до более тонкого, к которому крепится поводок или непосредственно — мушка.
Многие фирмы-производители выпускают безузловые монофильные или плетёные конусные подлески.
Кроме того, выпускаются подлески разной степени плавучести:
- плавающие — для ловли на сухие мушки, эмерджеры — в поверхностной плёнке воды и мокрые мушки, которые подаются в околоповерхностном слое потока.
- интермедиальные — для ловли на мокрые мушки, которые так же подаются в околоповерхностном слое потока.
- тонущие подлески с различной скоростью погружения (slow, medium, fast и extra-fast sinking) — для ловли в околодонном слое воды. Тонущие подлески, как правило, окрашены в темно-коричневые и чёрные цвета.

Крепление подлеска к шнуру, как правило, осуществляется методом «петля в петлю».